# Kamniti gozd
Kamniti gozd ali Šilin (kitajsko: 石林; pinjin: Shílín) je pomemben sklop apnenčastih formacij, ki se razprostira na približno 500 km2 in je v avtonomnem okrožju Šilin Ji v provinci Junan na Kitajskem. Gozd leži približno 90 km vzhodno od glavnega mesta province Kunming.
Visoke skale se dvigajo iz tal na način, ki nekoliko spominja na stalagmite, mnogi pa so videti kot okamenela drevesa, kar ustvarja iluzijo kamnitega gozda. Od leta 2007 sta dva dela najdišča, Kamniti gozd Naigu (乃古石林) in vas Suogeyi (所各邑村), na Unescovem seznamu svetovne dediščine kot del Južnokitajskega krasa. Najdišče je razvrščeno kot turistično območje razreda AAAAA.

## Lastnosti
Narodno slikovito območje Šilin (昆明市石林风景区) pokriva površino 400 km2 in je razdeljeno na sedem slikovitih območij, kot sledi:
- Veliki in manjši kamniti gozdovi (大小石林) - znani tudi kot kamniti gozd Lizijing (李子菁石林)
- Kamniti gozd Naigu (乃古石林)
- Jama Džijun (芝云洞)
- Jezero Čang (长湖 dobesedno Dolgo jezero)
- Jezero Jue (月湖 dobesedno Mesečevo jezero)
- Slap Dadiešui (大叠水瀑布)
- Jama Čifeng (奇峰洞)

Te formacije, ki jih je povzročilo preperevanje apnenca, naj bi bile stare več kot 270 milijonov let in so turistična atrakcija tako za čezmorske kot domače turiste, z avtobusnimi izleti, ki pripeljejo turiste iz Kunminga. V okolici je tudi več hotelov.

## Geologija
Območje Kamnitega gozda je bilo pred približno 270 milijoni let plitvo morje. V permskem obdobju geološkega časa so se v tej kotlini nabrale obsežne usedline peščenjaka, ki jih je prekrival apnenec. Po odlaganju se je območje dvignilo. Kasneje sta izpostavljenost vetru in tekoči vodi oblikovala te apnenčaste stebre. Te formacije se raztezajo, kolikor sega oko, in so videti kot ogromen kamniti gozd, od tod tudi ime Kamniti gozd. Veliki in Manjši kamniti gozd sta razvita v skoraj čistem apnencu permske formacije Makou. Kamniti gozd Naigu, 9 km severovzhodno od Velikega kamnitega gozda, je razvit v dolomitu in dolomitnem apnencu permske formacije Qixia. Obe formaciji sta iz spodnjepermske starosti. Skupaj merita 505 m v debelino in sta sestavljeni iz masivnega apnenca in dolomita iz plitvovodne (platformne) površine, bioklastičnega apnenca, kalkarenita in kalcilutita. Zdi se, da je bila formacija Maokou v Kamnitem gozdu diagenetsko močno spremenjena, makroskopski fosilni ostanki pa so redko vidni. Pod mikroskopom so vidne posamezne cele ali razpokane fuzulinidne foraminifere, običajno v biomikritnih, biopelmikritnih do biopelmikrosparitnih apnencih. V apnencu se pojavlja vsaj eno območje roženčevih gomoljev. Za razliko od dolomitske formacije Qixia se delež dolomita v formaciji Maokou redko giblje nad 3 %.
Slomi so del rahlo (2–6 stopinj) zahodno padajoče monokline. Konjugirane strižne spoje (SV-JZ in SV-JV) so dobro razvite in te razpoke so v predkraški razvojni fazi zagotavljale glavne prehode za površinsko in podzemno vodo. Porazdelitev, gostota in orientacija razpok so nadzorovale globino, velikost in orientacijo kraške topografije. Peščenjaki in skrilavci formacije Liangshan, ki ležijo pod karbonatnimi kamninami, služijo kot prepustna ovira in silijo lokalno podtalnico, da teče od zahoda proti vzhodu.

## Rastlinstvo
Območje krasa Šilin ima naslednje vrste gozdov in rastlinskih združb.
- Zimzeleni širokolistni gozd: Cyclobanopsis glancoides, Cyclobalanopsis delavayi in Castanopsis delavayi
- Sklerofilni zimzeleni širokolistni gozdovi: Quercus cocciferoides in Quercus franchetii
- Listopadni širokolistni in subtropski igličasti gozdovi: Pinus yunnanensis
- Jezerska vegetacija: Ottelia acuminata

### Druge rastlinske vrste
- Vrste kitajsko-himalajske podregije: Colquhounia, Corallodiscus, Docynia, Lysiontus, Physospermopsis, Prinsepia, Sinocrassula, Siphonostegia
- Vrste kitajsko-japonskega gozdnega podkraljestva: Akebia, Conandron, Sinomenium, Platycladus
- Vrste vzhodnoazijskega kraljestva: Ainsliaea, Bletilla, Codonopsis, Dendrobenthamia, Eriobotrya, Leptodermis, Lycoris, Ophiopogon, Patrinia, Reineckea

## Kultura
Po legendi je gozd rojstni kraj Ašima (poenostavljeno 阿诗玛 ali tradicionalno 阿詩瑪), lepo dekle ljudstva Ji. Potem ko se je zaljubila, ji je bilo prepovedano poročiti se s svojim izbrancem, namesto tega pa se je spremenila v kamen v gozdu, ki še danes nosi njeno ime. Vsako leto 24. dan šestega lunarnega meseca mnogi ljudje iz ljudstva Ji praznujejo festival bakel (poenostavljeno 火把节 ali tradicionalno 火把節 [izgovarja se Huǒbă Džié]), ki vključuje ljudske plese in tekmovanja v rokoborbi.